# 音拍
音拍（羅馬化：mora；梵語： mātrā），是语言学上以固定长度划分的时间单位，与音节不同。經常以μ表示。

## 機制範例

### 日本－琉球语族
在日本－琉球语族语言中，日语就是有典型音拍特征的语言。日语一般以一假名作为一音拍，但是小寫假名（ぁ、ぃ、ぅ、ぇ、ぉ、ゃ、ゅ、ょ）例外，它們與前面的假名成為一體作一拍（例如拗音）。此外，ー（長音）、っ（促音）、ん（撥音）也算一音拍。而这些在国际音标分别表示为/Ｖː/（長元音）、/Ｃː/（長輔音）和/ɴ/，所以通常音拍数多于音节数。
| 日语词语     | 音拍数                  | 音节数           |
| ------------ | ----------------------- | ---------------- |
| 猫(ねこ)     | 2“ね”“こ”               | 2/ne.ko/         |
| 河童(かっぱ) | 3“か”“っ”“ぱ”           | 2/ka.pːa/        |
| チョコレート | 5“チョ”“コ”“レ”“ー”“ト” | 4/tɕo.ko.ɾeː.to/ |

### 梵語
梵語中的音拍與日語情況類似，長元音兩拍，短元音一拍；梵語中稱音拍爲摩呾羅（時間單位，音節瞬間），這一用語同時用來指元音附標（摩多半字），不論長短。

### 其它
帶有元音弱化的语言一般音拍特征不明显，如印地語、英语。英語中塞音韵尾可能独立成音拍也可不独立，例如单词一般是两音拍，而中的是单音拍音节，但这不是绝对的，具体情况完全因发音人而异，也与单词是否后接塞音起始的单词有关。

## 外部連結
- 维基词典中的词条「mora」